# Zonosaurus aeneus
Zonosaurus aeneus là một loài thằn lằn trong họ Gerrhosauridae. Loài này được Grandidier mô tả khoa học đầu tiên năm 1872.